# Nocturne (Secret Garden)
Nocturne is een lied van de Iers-Noorse muziekgroep Secret Garden waarmee het in 1995 voor Noorwegen het Eurovisiesongfestival won.

## Beschrijving
Van de 23 deelnemende landen won Noorwegen met het nummer Nocturne. Het lied kreeg 148 punten, 11,1% van het totale aantal punten. Met 119 punten werd Spanje tweede, gevolgd door Zweden op de derde plaats met 100 punten. Het optreden op het songfestival werd verzorgd door de gastmuzikanten Gunnhild Tvinnereim, Hans Fredrik Jacobsen en Åsa Jinder.
Het lied maakte dat componist Rolf Løvland voor de tweede keer won op het Eurovisiesongfestival. In 1985 had hij met het nummer "La det swinge" ook al een winnend lied geschreven. Nocturne is opvallend omdat het vrijwel geheel instrumentaal is en het tekstueel bestaat uit slechts 24 Noorse woorden. De melodie van het lied wordt verzorgd door een viool, gespeeld door het Ierse lid van het duo, Fionnuala Sherry.
Nocturne kwam uit als single in Europa en werd vertaald naar het Engels. Deze single bereikte in Israël de eerste plek in de hitlijsten gedurende vier weken, het kwam op nummer 24 in Zweden, nummer 6 in België en bereikte in Nederland de 20e plek.
Het lied kwam op het eerste album van Secret Garden terecht, getiteld Songs from a Secret Garden uit 1996. Het album Inside I'm Singing uit 2007 bevat een nieuwere versie.
1956: Refrain · 
1957: Net als toen · 
1958: Dors, mon amour · 
1959: 'n Beetje · 
1960: Tom Pillibi · 
1961: Nous les amoureux · 
1962: Un premier amour · 
1963: Dansevise · 
1964: Non ho l'età · 
1965: Poupée de cire, poupée de son · 
1966: Merci, chérie · 
1967: Puppet on a string · 
1968: La la la · 
1969: Un jour, un enfant, De troubadour, Vivo cantando, Boom bang-a-bang · 
1970: All kinds of everything · 
1971: Un banc, un arbre, une rue · 
1972: Après toi · 
1973: Tu te reconnaîtras · 
1974: Waterloo · 
1975: Ding-a-dong · 
1976: Save your kisses for me · 
1977: L'oiseau et l'enfant · 
1978: A-ba-ni-bi · 
1979: Hallelujah · 
1980: What's another year · 
1981: Making your mind up · 
1982: Ein bißchen Frieden · 
1983: Si la vie est cadeau · 
1984: Diggi-loo diggi-ley · 
1985: La det swinge · 
1986: J'aime la vie · 
1987: Hold me now · 
1988: Ne partez pas sans moi · 
1989: Rock me · 
1990: Insieme: 1992 · 
1991: Fångad av en stormvind · 
1992: Why me? · 
1993: In your eyes · 
1994: Rock 'n' roll kids · 
1995: Nocturne · 
1996: The voice · 
1997: Love shine a light · 
1998: Diva · 
1999: Take me to your heaven · 
2000: Fly on the wings of love · 
2001: Everybody · 
2002: I wanna · 
2003: Everyway that I can · 
2004: Wild dances · 
2005: My number one · 
2006: Hard rock hallelujah · 
2007: Molitva · 
2008: Believe · 
2009: Fairytale · 
2010: Satellite · 
2011: Running scared · 
2012: Euphoria · 
2013: Only teardrops · 
2014: Rise like a phoenix · 
2015: Heroes · 
2016: 1944 · 
2017: Amar pelos dois · 
2018: Toy · 
2019: Arcade · 
2021: Zitti e buoni · 
2022: Stefania · 
2023: Tattoo · 
2024: The code
- MusicBrainz work: 099f1937-dd8b-4cd2-90af-68b53a4b88a7